# Fomoria viridissimella
Fomoria viridissimella is een vlinder uit de familie van de Dwergmineermotten (Nepticulidae). De soort is voor het eerst wetenschappelijk beschreven als Nepticula viridissimella door Aristide Caradja in een publicatie uit 1920.

## Verspreiding
De soort komt voor in Polen, Tsjechië, Oostenrijk en Italië.

## Waardplanten
De rups leeft op Peucedanum cervaria (Hirschwurz) (Apiaceae).